# С. Кара (Месина)
С. Кара је насеље у Италији у округу Месина, региону Сицилија.
Према процени из 2011. у насељу је живело 55 становника. Насеље се налази на надморској висини од 8 м.